# NGC 7415
NGC 7415 este o galaxie situată în constelația Pegas. A fost descoperită în 13 septembrie 1863 de către Albert Marth.